# Vallois
Vallois település Franciaországban, Meurthe-et-Moselle megyében. Lakosainak száma 124 fő (2022. január 1.). Vallois Gerbéviller, Magnières, Mattexey, Moyen és Seranville községekkel határos.

## Népesség
A település népessége az elmúlt években az alábbi módon változott:
| Lakosok száma | 111  | 110  | 141  | 144  | 141  | 150  | 157  | 158  | 147  | 124  |
|               | 1968 | 1982 | 1990 | 2006 | 2013 | 2015 | 2017 | 2019 | 2020 | 2022 |